# Benzdorp
Benzdorp is een dorp in het zuidoosten van Suriname in het district Sipaliwini dat vernoemd is naar de Engelse consul en goudhandelaar Henry Albert Wilhelm Benz. Oorspronkelijk was het een Aluku-dorp; de beide oevers (maar vooral de Franse) van de Lawa worden op deze hoogte al honderden jaren door de Aluku marrons bewoond. Plaatselijk wordt het "Bensi" genoemd.

## Geografie
Het dorp ligt in het ressort Tapanahony, aan de Lawa, die de grens vormt met Frans-Guyana en noordelijker uitkomt in de Marowijne. Nabij Benzdorp bevinden zich de stroomversnellingen van Oemankrassiabra.
Stroomafwaarts (naar het noorden) ligt de plaats Cottica en stroomopwaarts ligt Kawemhakan (Anapaike). Vlak aan de overkant van de Lawa bevindt zich de Frans-Guyanese plaats Nouveau Wakapou, en ten zuidoosten hiervan de iets grotere, Frans-Guyanese plaats Maripasoula; de hoofdplaats van de gelijknamige gemeente.
Ten zuidwesten van Benzdorp bevindt zich de Fatoe Swietie, een bergrug met een hoogte van 390 meter.

## Goud
Rond 1885 werd goud gevonden in dit gebied tussen de Lawa en de Tapanahony. Omdat destijds niet goed was vastgelegd hoe de grens liep tussen de Nederlandse en de Franse kolonie, werd deze kwestie voorgelegd aan Russische tsaar Alexander III, die in mei 1891 het gebied toekende aan Suriname. In 1902 besloot Cornelis Lely, destijds gouverneur in Suriname, dat de Lawaspoorweg door de overheid zou worden aangelegd. Via deze spoorlijn zou het goud uit het Lawagebied naar Paramaribo kunnen worden vervoerd. De lijn tussen Paramaribo en Benzdorp zou in totaal ruim 350 kilometer lang worden. Wegens tegenvallende goudvondsten werd echter vanuit Paramaribo alleen het traject tot aan de Sarakreek (Station Dam) aangelegd waarvan later weer de helft kwam te vervallen, onder meer door het vollopen van het Brokopondostuwmeer in de jaren zestig.
In de jaren vijftig was rond Benzdorp echter nog steeds sprake van goudwinning op bedrijfsmatige schaal. Meer dan honderd uniform gebouwde arbeidershuisjes stonden in rijen bij de landingsplaats aan de rivier. Vandaar liep een bosweg de heuvels in. Via een smalspoor door het bos werd aarde naar goudwasserijen vervoerd. Het bedrijf had ongeveer tweehonderd man in dienst, maar vanwege de toendertijd lage goudprijzen was de rentabiliteit een probleem.
Rond 1974 was de bevolking van dit plaatsje gekrompen tot ongeveer 10 inwoners. Tegenwoordig werken er in de buurt van Benzdorp weer veel goudzoekers, waaronder relatief veel garimpeiros (Braziliaanse goudzoekers). Sinds het begin van de jaren negentig is Benzdorp opnieuw een goudwingebied geworden. De garimpeiros en gowtuman (Surinaamse gouddelvers) die toestroomden, hebben landinwaarts een nieuw dorp gesticht, dat tegenwoordig met de naam Benzdorp wordt aangeduid. Het is enige kilometers verwijderd van het oorspronkelijke dorp Benzdorp dat aan de oevers van de Lawa lag (die plaats wordt nu "de landing" genoemd). In het hedendaagse Benzdorp wonen naar schatting zo'n 600 mensen, waarvan twee derde afkomstig uit Brazilië en de overigen vooral Aluku en Aukaanse marrons.
De Surinaamse overheid heeft de rechten op goudwinning in Benzdorp en omgeving in concessie uitgegeven aan Grassalco dat contracten heeft gesloten met de (Braziliaanse, Surinaamse en Franse) gouddelvers die op de concessie actief zijn. In ruil voor een maandelijks bedrag, krijgen zij het recht goud te winnen op de concessie.

## Overstroming
In mei 2006 trad het water van de Lawa ver buiten de oevers als gevolg van hevige regenval waar ook vele andere Surinaamse dorpen toen zwaar onder te lijden hadden (zie Overstromingen in Suriname 2006).

## Vervoer
In de buurt van Benzdorp bevinden zich twee airstrips met een verbinding naar Zorg en Hoop Airport in Paramaribo: Lawa Tabiki Airstrip en Lawa Antino Airstrip, dat 10 kilometer ten westen van Benzdorp ligt.  Op 3 april 2008 verongelukte een vliegtuig van Blue Wing Airlines bij het inzetten van de landing op Lawa Antino, waarbij 19 doden vielen.